# گرابوویتس (شهرستان بیلسک)
گرابوویتس (به لهستانی:  Grabowiec) یک روستا در لهستان است که در گمینا بیلسک پودلاسکی واقع شده‌است.